# Paul Fetler
Paul Fetler   (Filadèlfia, 17 de febrer de 1920 - 7 de juliol de 2018) va ser un compositor nord-americà.
Es va llicenciar a la Northwestern University i David Van Vactor li va ensenyar composició. Després de la seva llicenciatura, Fetler va obtenir un màster a Yale, i després va acceptar una posició a la Universitat de Minnesota on va obtenir el seu doctorat. A més de Vactor, Fetler també va estudiar amb Paul Hindemith, Quincy Porter i Boris Blacher, i va ensenyar a molts compositors a Minnesota, com Eric Stokes, Donald Keats, Marjorie Rusche, Michael Schelle, Stephen Paulus, Libby Larsen i Carol Barnett.

## Estil compositiu
L'estil de Fetler és atípic dels compositors coneguts del segle xx. La música de Fetler, tal com l'ha descrit, és "la fusió de l'oient i la música". Existeixen poques gravacions de la música de Fetler, tot i que el 2009, l'Orquestra Simfònica d'Ann Arbor va publicar un àlbum de peces de Fetler. Les obres inclouen els Tres poemes de Fetler de Walt Whitman, Capriccio i el Concert per a violí núm. 2.
Three Poems de Walt Whitman, amb partitura per a orquestra i narrador, es descriu com a "delicada i de vegades lànguida, però essencialment reflexiva". El segon moviment és una excepció i el revisor Bret descriu com "aprendre en la tempesta d'histèria". Johnson.
El segon concert per a violí de Fetler se centra en la interacció del solista amb l'orquestra més que en el virtuosisme tècnic, permetent harmonies riques i idees completament desenvolupades. El repte per al solista i el conjunt és ambientar una escena eteri i misteriós. Hi ha una lleugera similitud amb el Concert per a violí de Samuel Barber.
A més, Fetler va escriure moltes obres corals sagrades i profanes.
Gran part de la música de Fetler se centra en la subtilesa, la riquesa i la intimitat. Fetler demostra una gran comoditat amb l'orquestració tant a escala petita com a gran. El 2n concert per a violí n'és una demostració, ja que hi ha moltes seccions amb pocs instruments o solistes contrastats per seccions amb orquestra completa. Fetler descriu el seu estil compositiu com a "lirisme progressiu". Poc del seu estil és avantguardista, sobretot si es compara amb compositors com John Cage. La música de Fetler intenta atraure l'oient perquè s'entrellacin amb la música, com si hi hagués una unitat perfecta entre la peça, els intèrprets i el públic. D'aquesta manera, la música de Fetler és molt intel·lectual, encara que en general conservadora, i acuradament construïda.

## Treballs (selecció)
Coral
- Sing Alleluia (SATB)
- December Stillness (SATB)[4]

Les següents obres corals estan enumerades a: http://www.lieder.net/lieder/f/fetler.html%5BEnllaç+no+actiu%5D.
- Drum (SATB), Text: Langston Hughes
- Madman's Song (SATB), Text: Elinor Wylie
- November Night (SATB), Text: Adelaide Crapsey
- Now This is The Story (SSA), Text: Dorothy Parker
- Wild Swans (SATB), Text: Edna St. Vincent Millay
- All Day I Hear (SATB), Text: James Joyce
- April (SATB), Text: Sir William Watson

## Orquestra
- Celebration
- Three Poems by Walt Whitman[6]
- Capriccio[6]
- Violin Concertos[6]
- Contrasts for Orchestra, Mercury Living Presence LP MG50282 (OOP), Minneapolis Symphony, Antal Dorati, Conductor..
- Pastoral Suite: Mvt 1 Moods of the River; Mvt 2 Ancient Mountain Chant; Mvt 3 Song of the Wind. Golden Crest LP CRS 4153 (OOP). Macalester Trio (Dedicated to Joseph Roche, Violinist of the Macalester Trio)

## Cambra
- Three Impressions (Guitar and Piano) - https://www.amazon.com/Schott-Three-Impressions-Guitar-Piano/dp/B003AGRCT8/ref=sr_1_1?ie=UTF8&qid=1353893033&sr=8-1&keywords=paul+fetler+three+impressions

## Solos
- Guitarra: Folia Lyrica (per Thomas Koch)[7]
- Monologue: https://www.youtube.com/watch?v=LKx7cKs5eU0
- Organ: "I Bind unto Myself Today" (tune: ST. PATRICK'S BREASTPLATE)[8][3]

## Grans premis
- Guggenheim Award - 1953, 1960[9]
- Society for American Music - 1953[9]
- Ford Found Grantee[9]
- Certificat de mèrit de l'Associació d'antics alumnes de la Universitat Yale - 1975[9]
- NEA Award - 1975, 1977, 1987[9]